# Kakigōri
Kakigōri (jap. かき氷, także 欠き氷) – japoński deser ze startego (kruszonego) na drobno lodu, polanego różnego rodzaju sokami, syropami, z dodatkiem owoców lub czasem ze skondensowanym mlekiem (wtedy nazywa się shirokuma).

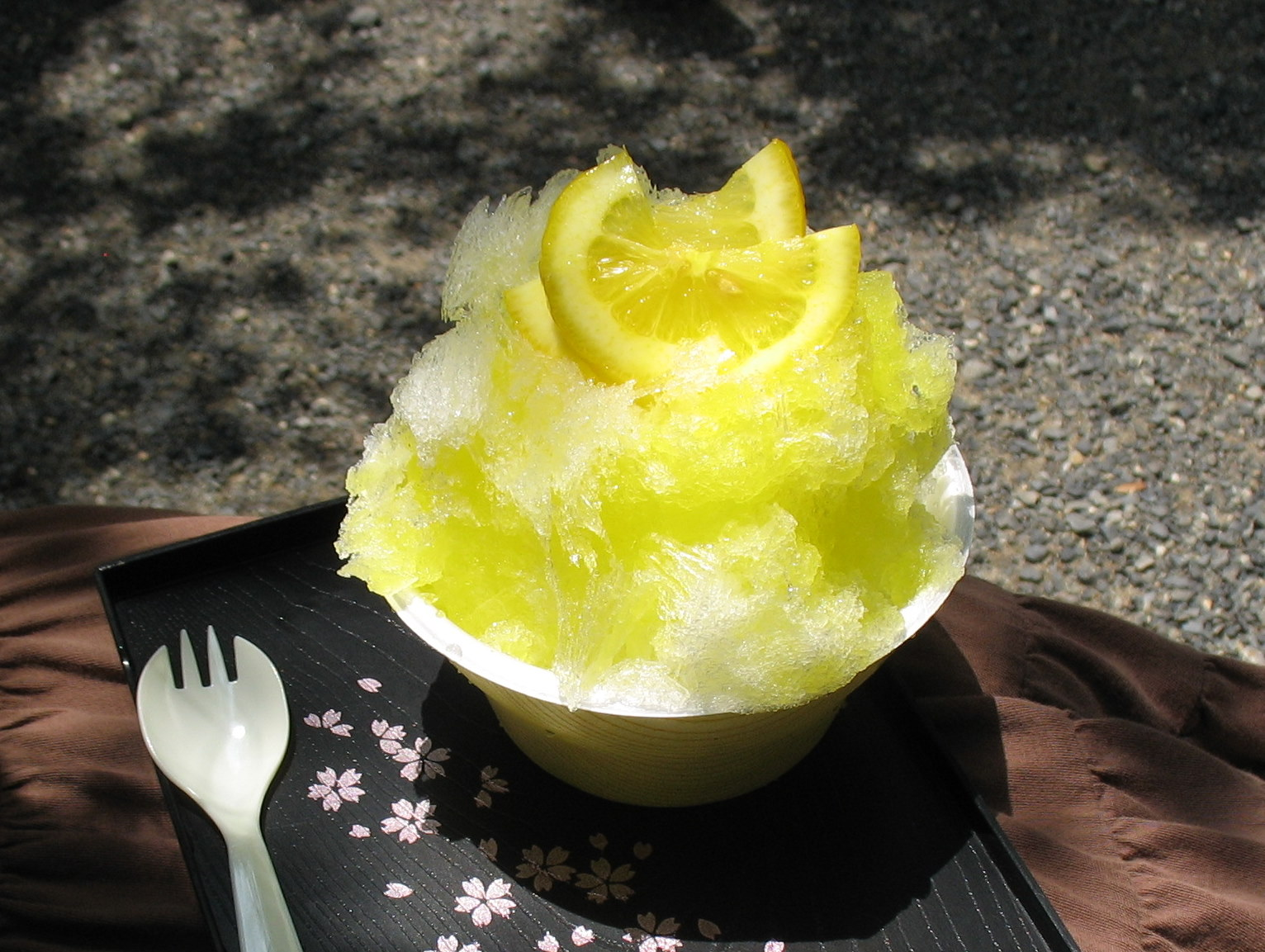
Cytrynowy kakigōri

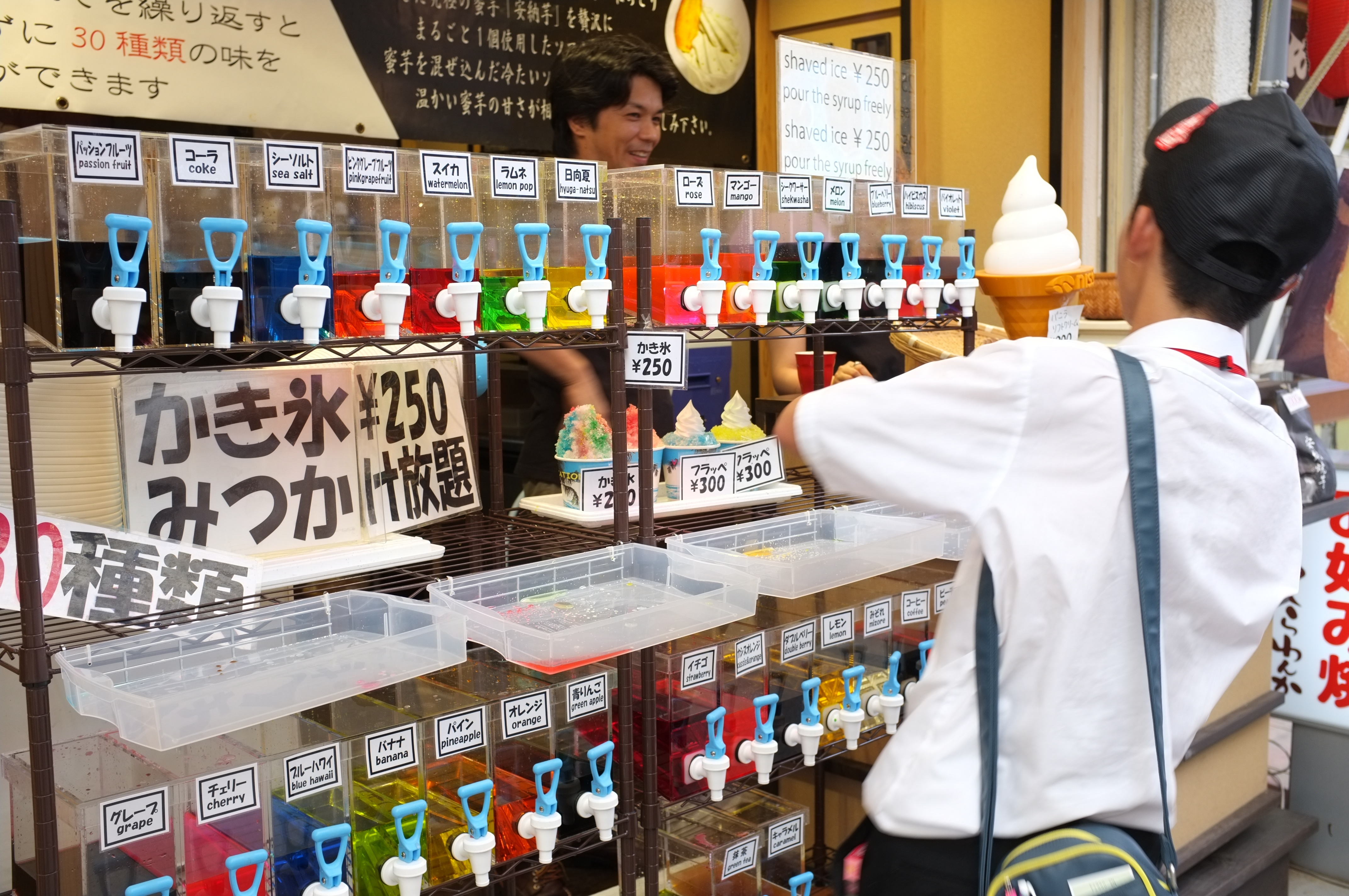
Sklep w Miyajima oferujący kakigōri oraz bogaty zestaw syropów

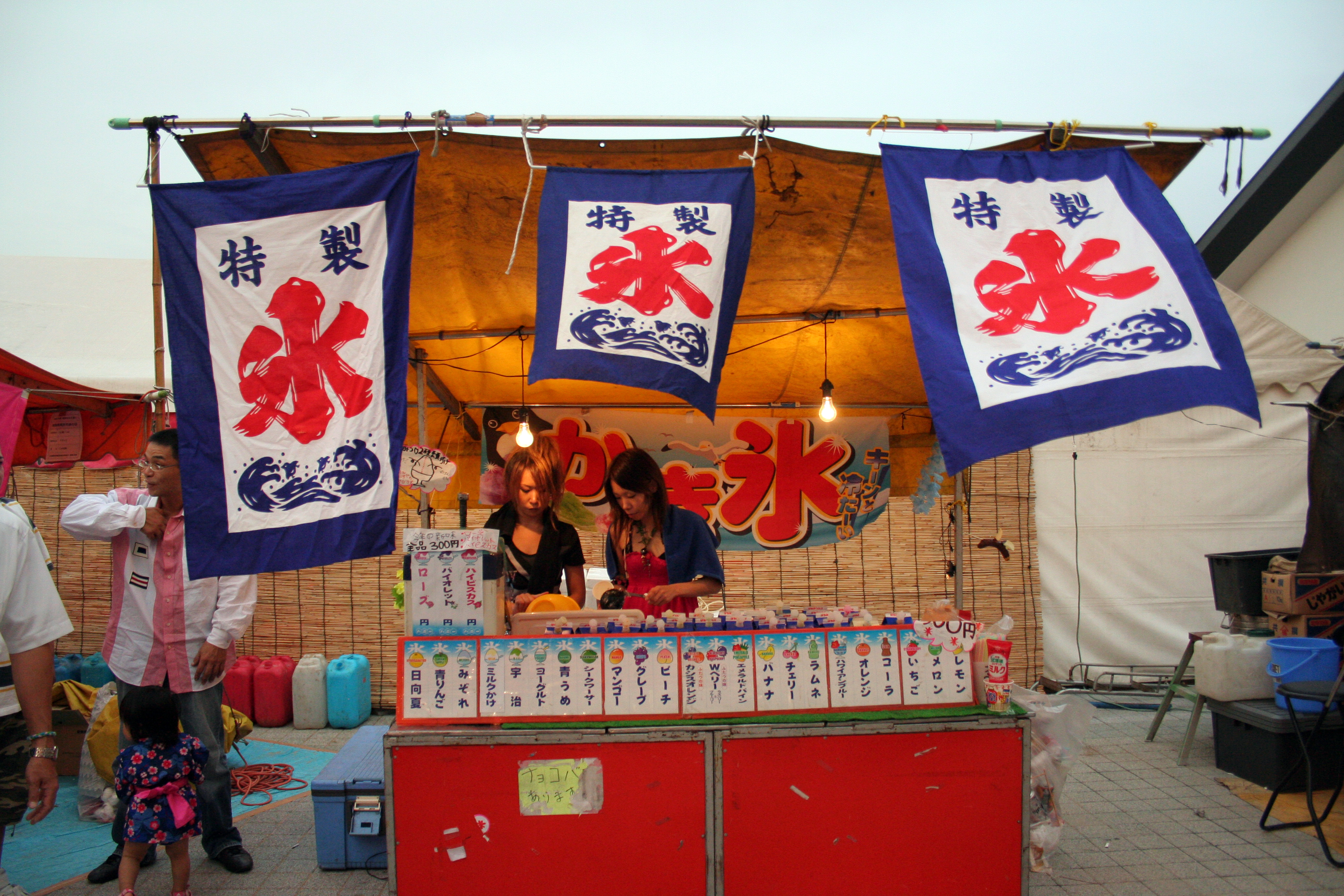
Stragan na festynie z charakterystycznym czerwonym znakiem znaczącym kōri (lód)

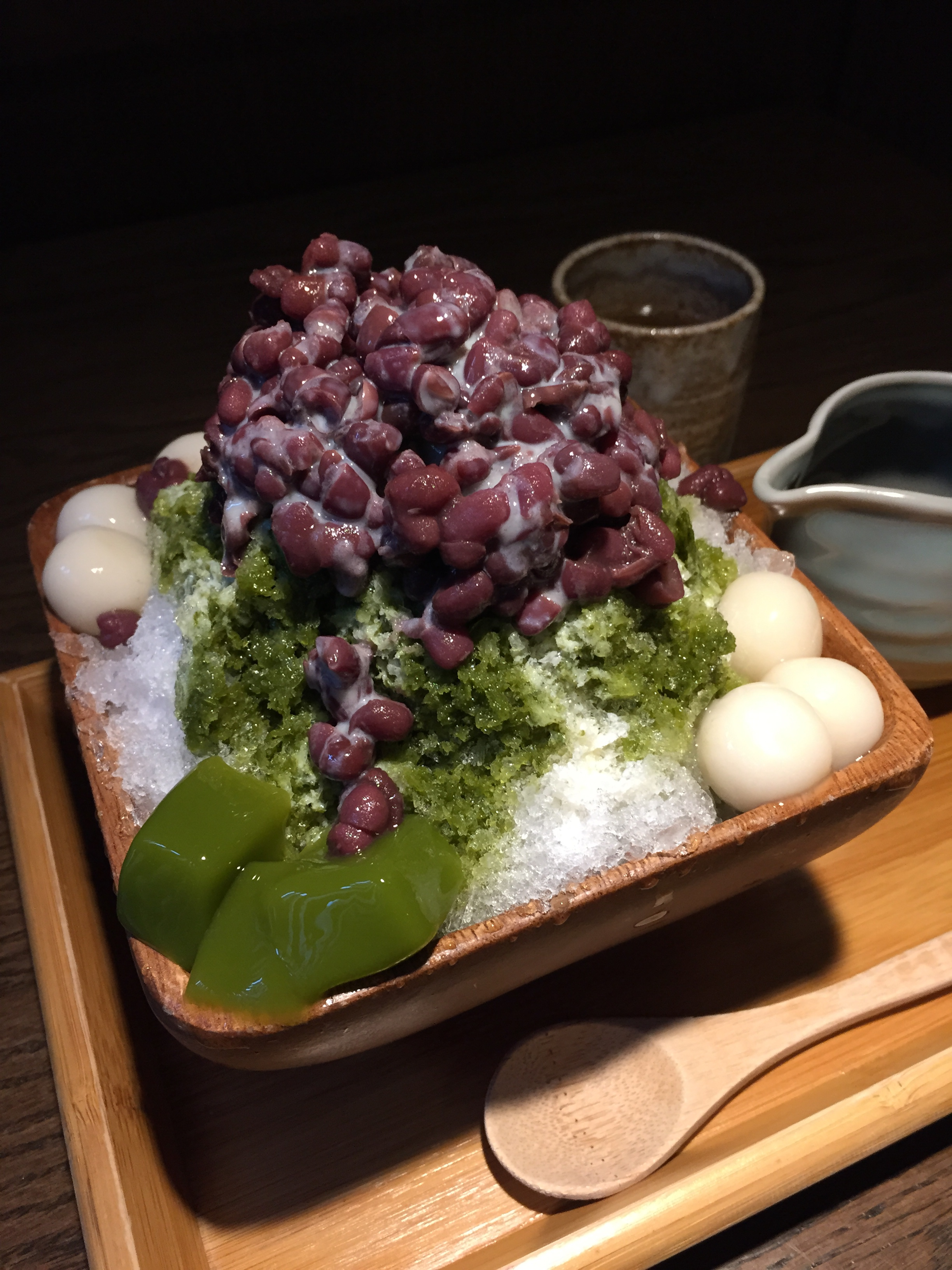
Uji kintoki

Występuje w różnych smakach (także mieszanych): truskawkowym, wiśniowym, bananowym, cytrynowym, zielonej herbaty. Może być podawany z lodami i słodką pastą (anko) z czerwonej fasoli (azuki).
Deser ten jest popularny w lecie. Jest sprzedawany na ulicznych straganach, w czasie festynów, festiwali świątynnych, ale także w kawiarniach i restauracjach.

## Odmiany
- Shirokuma (jap. 白熊 lub しろくま, dosłownie niedźwiedź polarny) – odmiana z dodatkiem słodzonego mleka skondensowanego[4][5];
- Ujikintoki (jap. 宇治金時 lub うじきんとき Uji kintoki) – odmiana z dodatkiem syropu o smaku matchy i pasty z czerwonej fasoli[6];
- Yakigori (jap. 焼き氷 Yaki kōri, dosłownie grillowany, smażony lód) – odmiana poddawana flambirowaniu[7][8][9].

Przykładowe shirokumy
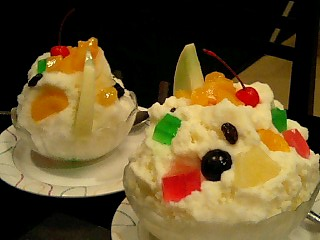
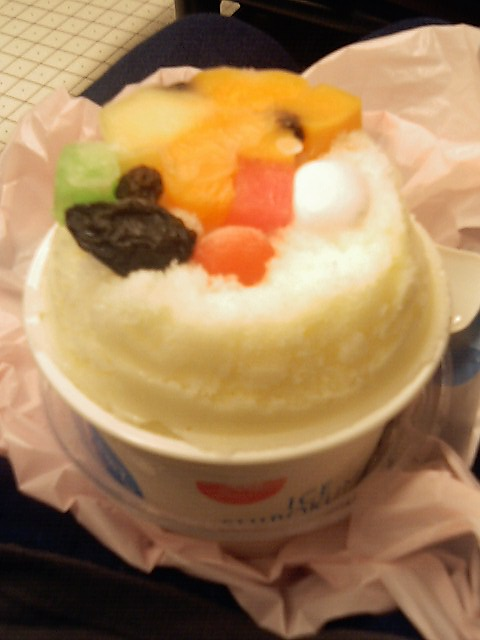
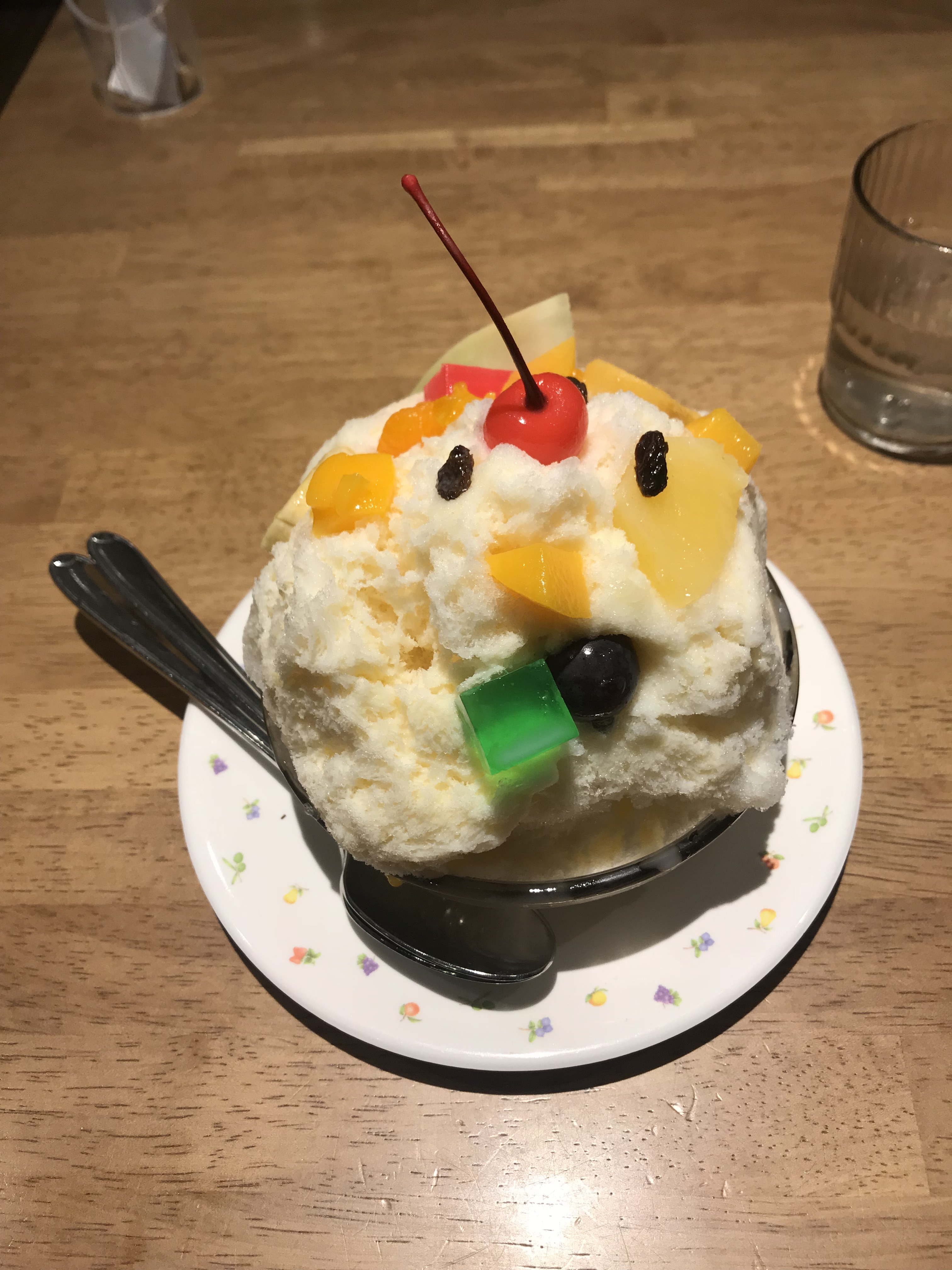
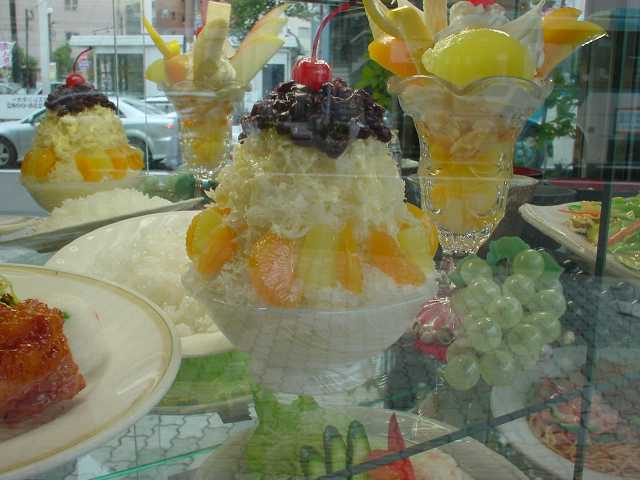